# Mideopsis orbicularis
Mideopsis orbicularis är en kvalsterart som först beskrevs av Cornelius Herman Muller 1776.  Mideopsis orbicularis ingår i släktet Mideopsis och familjen Mideopsidae. Inga underarter finns listade i Catalogue of Life.